# Клишин, Сергей Васильевич
Сергей Васильевич Клишин (род. 24 мая 1967, Красноярск) — российский и австрийский самбист и дзюдоист, призёр чемпионата России по дзюдо, чемпион Австрии по дзюдо, призёр чемпионатов Европы по дзюдо, призёр чемпионата мира по самбо, мастер спорта России международного класса. Выпускник Московского областного института физической культуры и спорта 1994 года. С 1993 года выступал за сборную Австрии по дзюдо. В 1996 году выступал на Олимпийских играх в Атланте. Завершил спортивную карьеру. Тренер СДЮШОР по дзюдо МГФСО (Москва).

## Спортивные результаты
- Чемпионат России по дзюдо 1992 года — ;
- Чемпионат Австрии по дзюдо 1995 года — ;
- Чемпионат Австрии по дзюдо 2001 года — ;